# Euclid
Euclid (llamado así por el nombre en inglés del matemático griego Euclides, el "Padre de la Geometría"), es una misión espacial de la Agencia Espacial Europea (ESA). Su objetivo es mejorar la comprensión de la energía y la materia oscura midiendo con precisión la aceleración del universo. Para lograrlo, la nave medirá el corrimiento al rojo de galaxias situadas a diferentes distancias de la Tierra, e investigará la relación existente entre distancia y corrimiento al rojo. Generalmente se acepta que la energía oscura contribuye al incremento de la aceleración del universo, por lo que medir esta relación ayudará a físicos y astrofísicos a comprender mejor el origen de dicha aceleración. La misión Euclid mejora y complementa a la misión Planck.
Euclid es una misión de tipo "M", y parte del programa científico Cosmic Vision de la ESA (2015–2025). Este tipo de misiones están limitadas a un presupuesto de 500 millones de euros. La misión Euclid fue elegida en octubre de 2011, junto al Solar Orbiter, de entre varias misiones candidatas. Su lanzamiento tuvo lugar el 1 de julio de 2023 a las 15:12 UTC.

## Objetivos y métodos científicos
La sonda explorará la historia de la expansión del universo y la formación de estructuras cósmicas a través de la medida del corrimiento al rojo de galaxias, remontándose en sus observaciones a un equivalente de diez mil millones de años en el pasado. La relación entre la forma de las galaxias y su correspondiente corrimiento al rojo proveerá información sobre cómo la energía oscura contribuye a la cada vez mayor aceleración del universo. Los métodos empleados utilizan el efecto provocado por las lentes gravitacionales, las oscilaciones acústicas de bariones, y las distancias galácticas medidas mediante espectroscopía.
Las lentes gravitacionales se producen por el desvío de la luz causado por la curvatura del espacio-tiempo debida a la presencia de materia: la luz emitida por galaxias se desvía al pasar por zonas con grandes concentraciones de materia, alterando la imagen final recibida en la Tierra. Esta materia se compone parcialmente de galaxias visibles, pero la mayor parte es materia oscura. Midiendo la deformación de la forma de las galaxias se puede deducir la cantidad de materia oscura presente en la trayectoria de los rayos de luz, permitiendo deducir cómo se distribuye en el universo.
Por otro lado, las medidas espectroscópicas determinarán el corrimiento al rojo de las galaxias, permitiendo determinar su distancia usando la Ley de Hubble. Esto permitirá reconstruir la distribución tridimensional de las galaxias en el universo.
La combinación de estos datos permitirá calcular, simultáneamente, la distribución de materia oscura y galaxias, y también cómo cambian estas propiedades conforme la sonda mira más atrás en el tiempo (galaxias más lejanas).
Para calibrar las distorsiones introducidas por los propios sensores es necesario obtener imágenes de gran precisión. De otro modo, los resultados serían cuestionables.

## Características de la misión
La Agencia Espacial Europea escogió Thales Alenia Space Italia para la construcción del satélite. Sus dimensiones son 4,7 metros de altura y 3,7 de diámetro, con una masa de 1,96 toneladas.
La carga de Euclid es gestionada por Airbus Defence and Space. Contiene un telescopio Korsch con un espejo principal de 1,2 metros de diámetro, cubriendo un área de 0,5 deg2. Un consorcio internacional proveerá sensores para luz visible (VIS) y para el infrarrojo (NISP), los que proveerán información sobre las propiedades morfométricas, fotométricas y espectroscopia de las galaxias:
- una cámara en el rango de la luz visible (550–920 nm), con 600 millones de píxeles, permite medir la deformación de las galaxias
- una cámara sensible en el infrarrojo cercano (1000–2000 nm), con 65 millones de píxeles
  1. provee medidas de poca precisión del corrimiento al rojo - y, por tanto, distancias - de más de mil millones de galaxias
  2. usa un espectrómetro para analizar el espectro de la luz en el infrarrojo cercano, adquiriendo datos precisos sobre el corrimiento al rojo de millones de galaxias con gran precisión; y para determinar las oscilaciones acústicas de bariones

La sonda incluye paneles solares para proporcionar energía y estabilizar la orientación del telescopio con una precisión de más de 35 miliarcosegundos. También está térmicamente aislada para no perturbar el alineamiento óptico.
El sistema de telecomunicaciones será capaz de transferir 850 gigabits diarios, utilizando la banda Ka para mandar datos científicos a 55 megabits por segundo durante 4 horas al día. Estos datos serán recibidos por la Estación de Seguimiento de Satélites de Espacio Profundo de Cebreros (España) cuando el telescopio sea visible desde la Tierra. La capacidad de almacenamiento de la sonda será de, al menos, 300 GB.

## Hitos
- NASA firmó un memorando de entendimiento con la ESA el 24 de enero de 2013 describiendo su participación en la misión.
- NASA proporcionará 20 detectores para el instrumento de banda de infrarrojo cercano, que operará en paralelo con una cámara en la banda de luz visible.
- NASA también ha designado a 40 científicos estadounidenses para formar parte del consorcio Euclid, que desarrollará los instrumentos y analizará los datos generados por la misión.
- Euclid pasó en el 2015 una revisión preliminar del diseño y completó una gran cantidad de diseños técnicos, así como componentes clave construidos y probados.[8]
- En diciembre de 2018, Euclid pasó su revisión crítica de diseño, lo que validó el diseño general de la nave espacial y el plan de arquitectura de la misión, permitiendo que comenzara el ensamblaje final de la nave espacial.[9]
- En julio de 2020, se entregaron los dos instrumentos (VIS y NIRP) a Airbus, para su integración en la nave espacial.[10]
- La Agencia Espacial Europea reasigna en 2022, la misión Euclid del cohete Soyuz (retirado por Rusia) al cohete estadounidense Falcon 9 de SpaceX.[11]

## Línea de tiempo
| Evento/Acontecimiento                                                                    | Fecha(s)                      | Nota | Referencia |
| ---------------------------------------------------------------------------------------- | ----------------------------- | --- | ---------- |
| Lanzamiento de la misión                                                                 | 1 de julio de 2023, 15:12 UTC | Euclid se lanza desde Cabo Cañaveral en un cohete Falcon 9 de SpaceX. | [ 13 ]     |
| Maniobra de inyección de trayectoria hacia el punto L2                                   | 2 de julio de 2023            | Se han enviaron comandos a Euclid para ejecutar una maniobra que alteró con éxito la trayectoria de la nave espacial en unos 2,14 m/s y la puso en curso al punto L2. | [ 12 ]     |
| Ejecución de maniobra de órbita crítica                                                  | 3 de julio de 2023            | Se ejecutó junto con otras operaciones de la fase de trabajo temprano de Euclid. | [ 12 ]     |
| Pruebas de la rueda de reacción                                                          | 3 de julio de 2023            | Se ejecutó junto con otras operaciones de la fase de trabajo temprano de Euclid. | [ 12 ]     |
| Finalización de las actividades LEOP restantes                                           | 3 de julio de 2023            | Se ejecutó junto con otras operaciones de la fase de trabajo temprano de Euclid. | [ 12 ]     |
| Descongelación para una visión perfecta                                                  | 4-8 de julio de 2023          | Euclides se inclinó hacia el Sol y de esta forma, cualquier rastro residual se evaporó, permitiendo liberar a los espejos del telescopio de cualquier humedad que pudiera distorsionar u oscurecer la vista. | [ 12 ]     |
| Se activa al instrumento Espectrómetro y fotómetro de infrarrojo cercano (NISP)          | 6 de julio de 2023            | Los mecanismos de rueda dentro del instrumento se activaron por primera vez. Los ingenieros recibieron telemetría sobre la posición precisa de las ruedas y les ordenaron girar en la dirección deseada, en este caso, inclinaron ligeramente al telescopio hacia el Sol para asegurar que cualquier rastro de hielo dentro de Euclid se evaporará.                                                                           | [ 12 ]     |
| Liberación de la antena de alta ganancia                                                 | 9 de julio de 2023            | Esta antena de banda K se utilizará para enviar diariamente más de 100 GB de datos comprimidos desde la nave espacial a una gran antena en la red de comunicación de espacio profundo de la ESA, Estrack. | [ 12 ]     |
| Se activa al instrumento Cámara de Luz Visible (VIS)                                     | 11-12 de julio de 2023        | Se encendió la electrónica de control del VIS (ramas primarias y redundantes) y el equipo de operaciones recibió datos 'sintéticos' del instrumento que confirman su correcto funcionamiento. | [ 12 ]     |
| VIS y NISP comienzan a registrar la luz captada por el telescopio Euclid por primera vez | 15-18 de julio de 2023        | Los controladores de la misión activaron los detectores VIS y NISP para comenzar a registrar la luz captada por el telescopio. El análisis de los datos del detector confirmó que los sensores de NISP y VIS están funcionando bien. En esta etapa, el telescopio todavía está desenfocado. En los próximos días, el equipo de operaciones enfocará el telescopio ajustando cuidadosamente la posición del espejo secundario. | [ 12 ]     |
| Instrumentos enfocados y Euclid en órbita de destino en L2.                              | 19-28 de julio de 2023        | A casi un mes del lanzamiento, Euclid llegó a su órbita de destino en el punto de Lagrange 2 (L2), donde compartirá espacio con el JWST y Gaia. Además, los instrumentos del telescopio están enfocados. | [ 12 ]     |
| Imágenes de prueba de Euclid publicadas                                                  | 31 de julio de 2023           | Los dos instrumentos (VIS y NISP) de Euclid han capturado sus primeras imágenes de prueba. Los resultados indican que el telescopio espacial logrará los objetivos científicos para los que ha sido diseñado, y posiblemente mucho más. | [ 12 ]     |
| Check-out de los instrumentos y sistemas de Euclid completado                            | 14 de agosto de 2023          | Durante las últimas semanas, se ha trabajado incansablemente para verificar todas las funciones de la nave espacial y la instrumentación y confirmó que el telescopio, los instrumentos y los sistemas a bordo funcionan en el espacio como se esperaba o superando las expectativas. | [ 12 ]     |
| Solución de problemas del sensor de guía fina                                            | 25 de agosto de 2023          | El equipo de operaciones de Euclid ha trabajado intensamente para abordar el problema que afecta la confiabilidad del sistema de guía fina que se descubrió durante la puesta en servicio. | [ 12 ]     |
| Actualización de software para guiado de telescopios                                     | 5 de septiembre de 2023       | El equipo de operaciones de Euclid sigue buscando resolver los problemas que afectan la guía del telescopio Euclid. Los expertos de la industria están trabajando en una actualización del software de vuelo del sensor de guía fina (FGS), que se probará minuciosamente en tierra antes de instalarlo en la nave espacial.                                                                                                  | [ 12 ]     |
| Se completan las pruebas en tierra del software de guía actualizado                      | 18 de septiembre de 2023      | Utilizando bancos de pruebas y simuladores, el equipo de operaciones de Euclid completa con éxito las pruebas en tierra de la nueva versión del software para el guiado preciso del telescopio. | [ 12 ]     |
| Fin de la puesta en servicio                                                             | 5 de octubre de 2023          | Euclid encuentra sus estrellas guía "perdidas" mientras un parche de software soluciona sus problemas de navegación y los próximos seis años de calendarios de observación se rediseñan para evitar la luz solar perdida. | [ 12 ]     |
| Publicación de las primeras imágenes                                                     | 7 de octubre de 2023          | Euclid revela sus primeras imágenes a todo color del cosmos. Cinco imágenes ilustran el potencial de Euclid y muestran que el telescopio está listo para crear el mapa 3D más extenso del Universo hasta el momento. | [ 12 ]     |
| Euclid inicia su estudio científico                                                      | 14 de febrero de 2024         | Comienza el estudio de Euclid del Universo oscuro. Durante los próximos seis años, Euclid observará miles de millones de galaxias a lo largo de 10 mil millones de años de historia cósmica. | [ 12 ]     |

## Datos procedentes de la misión Euclid
Durante la misión, de al menos 6 años, Euclid observará unos 15 000 deg2, una tercera parte del cielo extragaláctico (el cielo en el lado contrario a la Vía Láctea).
Para medir el corrimiento al rojo fotométrico para cada galaxia con suficiente precisión, la misión Euclid depende de datos fotométricos adicionales obtenidos con, al menos, 4 filtros visibles. Estos datos se obtendrán desde telescopios basados en la Tierra, situados en ambos hemisferios. En total se obtendrán datos de cada galaxia observada con, al menos, 7 filtros diferentes, cubriendo el rango 460–2000 nm.
Se observarán alrededor de diez mil millones de objetos astronómicos, de los que se medirán las deformaciones gravitacionales de mil millones de ellos con una precisión 50 veces mayor de lo que es posible hoy en día sólo con telescopios terrestres. También se medirá el corrimiento al rojo de 50 millones de objetos.
La explotación científica del conjunto de datos recogidos será llevada a cabo por un consorcio de más de 1200 personas, repartidas entre más de 100 laboratorios localizados en 15 países (Alemania, Austria, Bélgica, Dinamarca, España, Finlandia, Francia, Italia, Noruega, Países Bajos, Portugal, Reino Unido, Rumanía, Suiza, Canadá y Estados Unidos). El consorcio es también responsable de la construcción del instrumental y del desarrollo e implementación de los sistemas en tierra. Las instituciones que contribuyen al proyecto Euclid son financiadas y apoyadas por sus correspondientes agencias espaciales nacionales, y por sus infraestructuras nacionales de investigación (agencias, observatorios, universidades). En general, este consorcio contribuirá sobre el 30 % del presupuesto total de la misión hasta su término.
El gran volumen, diversidad (espacial y terrestre, visible e infrarrojo cercano, morfometría, fotometría y espectroscopía) y el gran nivel de precisión de las medidas requieren un esfuerzo considerable para su procesado, siendo una parte crítica de la misión. La ESA, las agencias espaciales nacionales, y el Euclid Consortium invierten una cantidad considerable de recursos formando equipos de investigadores e ingenieros de gran nivel, para el desarrollo de algoritmos, software, procedimientos de pruebas y de validación, archivado e infraestructura para la distribución de los datos. En total, nueve centros de datos procesarán más de diez petabytes de datos sin procesar, a lo largo de diez años, de forma que para el 2028 se pueda hacer pública una base de datos para toda la comunidad científica.
Con su gran cobertura del cielo, y su catálogo de miles de millones de estrellas y galaxias, el valor científico de los datos obtenidos por la misión sobrepasan el ámbito de la cosmología. Esta base de datos proveerá a la comunidad astronómica con abundante información para las futuras misiones como JWST, E-ELT, TMT, ALMA, SKA o LSST.